# Brussyliw (Dorf)
Brussyliw (ukrainisch Брусилів; russisch Брусилов Brussilow) ist ein Dorf im Zentrum der ukrainischen Oblast Tschernihiw mit etwa 1000 Einwohnern (2001).

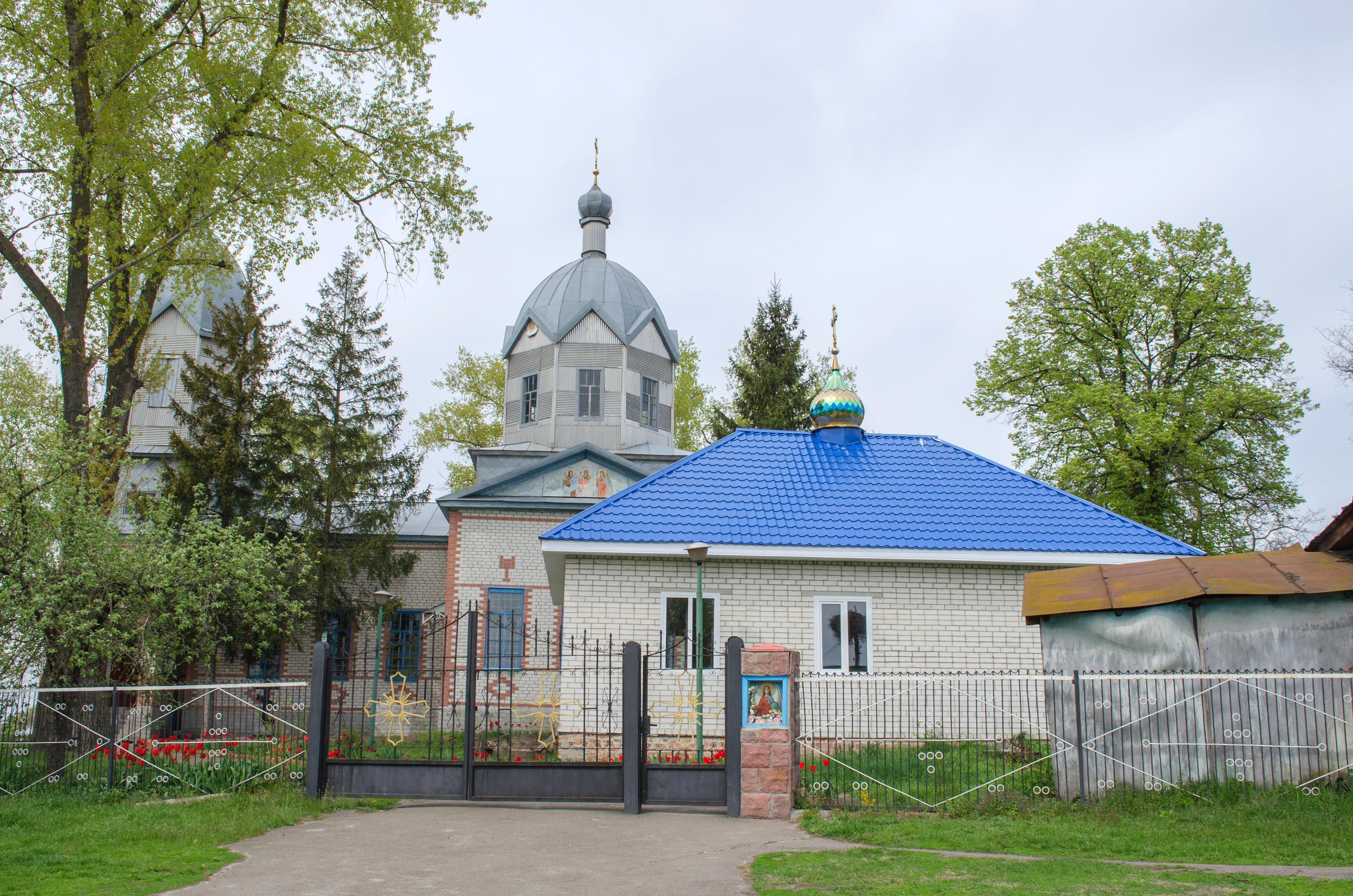
Orthodoxe St.-Michael-Kirche in Brussyliw

Das in der historischen Landschaft Polesien gelegene Dorf wurde in der ersten Hälfte des 17. Jahrhunderts gegründet. Brussyliw liegt 18 km östlich vom Rajon- und Oblastzentrum Tschernihiw an der Mündung des Snow in die Desna. Durch die Ortschaft verläuft die Regionalstraße P–12.
Im Dorf befindet sich die von 1901 bis 1903 aus Holz erbaute und später mit weißen Silikatstein verkleidete St.-Michael-Kirche.
Am 11. September 2019 wurde das Dorf ein Teil der neugegründeten Landgemeinde Kysseliwka, bis dahin gehörte es zur Landratsgemeinde Kysseliwka im Osten des Rajons Tschernihiw.